# Want You Bad
Want You Bad è un singolo del gruppo musicale statunitense Offspring, pubblicato nel 2001 come secondo estratto dal sesto album in studio Conspiracy of One.
Ha raggiunto la posizione numero 10 nella classifica Billboard Alternative Songs.

## Descrizione
La canzone presenta un gioco di parole nella lingua inglese: il narratore non vuole che qualcuno agisca in una maniera "cattiva" (I Want You Bad), ma, semplicemente, desidera una persona fortemente.

## Video musicale
Il videoclip raffigura il gruppo che suona in uno "schiuma-party" di un college.
Il protagonista è un ragazzo che probabilmente cerca un'avventura sessuale con una delle donne presenti al party ma ogni volta che prova riceve in cambio solo schiaffi.
Alla fine una delle donne del party, shackerando una delle lattine presenti che hanno il logo degli Offspring, la fa esplodere davanti al ragazzo, facendolo dissolvere.
Dexter Holland odia questo video, perché lo ritiene troppo "mieloso".

## Tracce
1^ Versione
1. Want You Bad
2. 80 Times (T.S.O.L. cover)
3. All I Want (Live)
4. Autonomy (Buzzcocks cover)

2^ Versione
1. Want You Bad
2. All I Want (Live)

3^ Versione
1. Want You Bad
2. The Kids Aren't Alright (Live)

4^ Versione
1. Want You Bad
2. 80 Times (T.S.O.L. cover)
3. Autonomy (Buzzcocks cover)
4. All I Want (Live)

5^ Versione
1. Want You Bad
2. 80 Times (T.S.O.L. cover)
3. Autonomy (Buzzcocks cover)
4. All I Want (Live)
5. Pretty Fly (for a White Guy) (Live)

6^ Versione
1. Want You Bad
2. All I Want (Live)
3. Autonomy (Buzzcocks cover)

7^ Versione
1. Want You Bad
2. The Kids Aren't Alright (Live)
3. 80 Times (T.S.O.L. cover)
4. All I Want (Live)

## Formazione
- Dexter Holland – voce, chitarra
- Noodles – chitarra solista, cori
- Greg K – basso
- Chris "X-13" Higgins – cori, maracas
- Ron Welty – batteria

## Classifiche
| Classifica (2001)             | Posizione massima |
| ----------------------------- | ----------------- |
| Australia                     | 35                |
| Austria                       | 67                |
| Italia                        | 36                |
| Regno Unito                   | 15                |
| Stati Uniti (alternative)     | 10                |
| Stati Uniti (mainstream rock) | 23                |
| Svezia                        | 46                |
| Svizzera                      | 45                |

## Want You Badnella cultura di massa
- È presente nella colonna sonora dei film American Pie 2
- Fa parte della colonna sonora d'apertura dei film I gattoni